# مرنحور
مرنحور به گمانی یکی از فرعون‌های دودمان هشتم مصر در دوره نخست میانی مصر بوده است. تنها منبعی از مصر کهن که نام او را در بر دارد، فهرست پادشاهان ابیدوس است و نام او ۴۶امین نام پادشاهی است که در این فهرست قرار گرفته است. پایتخت او ممفیس بوده است ولی شاید او قدرت کمتری از دیگر پادشاهان این دوره داشته چرا که هریک از نومارک‌ها در آن هنگام قانون متفاوتی برای خود معین می‌کردند.